# اندیس رودخانه کرخه۷
رودخانه کرخه۷ یک اندیس غیرفلزی است که در حوالی شهر دزفول استان خوزستان قرار دارد و مادهٔ معدنی موجود در آن، آپاتیت است.  